# Bataille de Campbell's Station
Guerre de Sécession
Batailles
Campagne de Knoxville
- Cumberland Gap
- Blountsville
- Blue Springs
- Campbell's Station
- Fort Sanders
- Bean's Station

La bataille de Campbell's Station est une bataille de le campagne de Knoxville de la guerre de Sécession, qui s'est déroulée le 16 novembre 1863, à Campbell's Station (maintenant Farragut), comté de Knox County, Tennessee.
Au début de novembre 1863, le lieutenant général James Longstreet, avec deux divisions et environ 5 000 cavaliers, est détaché de l'armée confédérée du Tennessee près de Chattanooga, Tennessee, pour attaquer les troupes du département de l'Ohio du major général Ambrose E. Burnside à Knoxville. Suivant des routes parallèles, Longstreet et Burnside avancent sur Campbell's Station, un hameau où la route de Concord (en), venant du sud, croise la route de Kingston (maintenant appelé Kingston Pike (en)) vers Knoxville. Burnside espère atteindre la croisée des chemins en premier et de poursuivre en sécurité vers Knoxville ; Longstreet prévoit d'atteindre la croisée des routes et de la tenir, ce qui empêchera Burnside d'atteindre Knoxville et le forcera à se battre à l'extérieur de ses retranchements.
Avec une marche forcée sous la pluie du 16 novembre 1863, l'avance du major général Ambrose E. Burnside atteint l'intersection vitale et se déploie en premier. La colonne principale arrive avec le train de bagages juste derrière. À peine 15 minutes plus tard, les confédérés de Longstreet approchent. Longstreet tente un double enveloppement : les attaques sont programmées pour frapper les flancs de l'Union simultanément. La division du major général Lafayette McLaws frappe avec une telle force que la droite de l'Union doit se redéployer, mais tient. La division confédérée du brigadier général Micah Jenkins manœuvre inefficacement pendant qu'elle avance et ne parvient pas à tourner la gauche de l'Union. Burnside ordonne à ses deux divisions, à cheval sur la route de Kingston, de se retirer à un kilomètre deux cents sur une crête en arrière. Ce retrait est effectué en bon ordre. Les confédérés suspendent leur attaque pendant que Burnside poursuit son mouvement en sens inverse vers Knoxville. Les pertes estimées de cette bataille sont de 400 pour l'Union et de 570 pour les confédérés. Si Longstreet avait atteint Campbell's Station en premier, les résultats de la campagne de Knoxville auraient pu être différents.
Campbell's Station est absorbé par Farragut in 1982. Le vieil hôtel de Campbell's Station est construit par Judge David Campbell en 1810 et est encore utilisé comme une résidence privée. L'hôtel était apprécié du président Andrew Jackson, qui résidant là lorsqu'il passait dans la région.

## Liens externres
- National Park Service battle description
- CWSAC Report Update and Resurvey: Individual Battlefield Profiles
- « The Battle of Campbell's Station and Fort Sanders Civil War Reenactment 2011 », YouTube, 10 octobre 2011 (consulté en novembre 2013)
- « Burnside Wants to ‘Risk a Battle,’ but Promptly Decides to Retreat from Knoxville Instead, November 13, 1863 », Civil War Daily Gazette, novembre 2013
- « Grant Tries to Avoid Burnside’s ‘Terrible Misfortune’, November 14, 1863 », Civil War Daily Gazette, novembre 2013
- « Opportunities Lost Before Knoxville – Burnside Makes Good His Escape, November 16, 1863 », Civil War Daily Gazette, novembre 2013
- (en) Kate Clabough, « Pivotal Battle of Campbell Station turns 140 Sunday », Farragut Press,‎ 13 novembre 2013 (lire en ligne, consulté en novembre 2013)